# 에스타디오 데 아노에타
에스타디오 데 아노에타(스페인어: Estadio de Anoeta)는 스페인 산세바스티안에 위치한 다목적 경기장이다. 주로 축구 경기에 사용되고 있으며 레알 소시에다드의 홈 구장이기도 하다. 32,076명을 수용할 수 있으며 1993년에 개장하였다.